# Annette Tietenberg
Annette Tietenberg (* 1964 in Mönchengladbach) ist Professorin für Kunstwissenschaft mit dem Schwerpunkt 19. und 20. Jahrhundert an der Hochschule für Bildende Künste Braunschweig. Ihre Forschungsschwerpunkte sind Rezeptionsästhetik, Kunst und Design im Weltraumzeitalter, Authentifizierungsstrategien in Kunst und Design, interkulturelle Transfers von Muster und Ornament sowie Wissenskulturen in postindustriellen Gesellschaften.

## Leben
Annette Tietenberg studierte Kunstgeschichte, neuere deutsche Literaturwissenschaft, Philosophie, Soziologie und Psychologie an der Friedrich-Wilhelms-Universität Bonn, an der Freien Universität Berlin und an der Technischen Universität Berlin. 1992 schloss sie das Studium der Kunstwissenschaft und der Neueren deutschen Philologie mit einer Magisterarbeit zur Wohnsiedlung Grazer Damm in Berlin an der TU ab. Anschließend war sie im Auftrag der Berliner Senatsverwaltung für Stadtentwicklung und Umweltschutz mit der Denkmalerfassung im Bezirk Friedrichshain und am Frankfurter Museum für Moderne Kunst mit der Inventarisation der Sammlung betraut. Von 1996 bis 2001 war sie wissenschaftliche Mitarbeiterin am Institut für Kunstwissenschaft und Ästhetik an der Hochschule der Künste Berlin. 2002 konzipierte und realisierte sie gemeinsam mit Renate Petzinger die Tagung Eva Hesse. Kontext – Materialität – Rezeption am Museum Wiesbaden. 2003 wurde sie mit einer Dissertationsschrift zum Thema Konstruktionen des Weiblichen. Eva Hesse: ein Künstlerinnenmythos des 20. Jahrhunderts an der TU Berlin promoviert.
Lehrerfahrungen sammelte sie als Lehrbeauftragte und Vertretungsprofessorin an verschiedenen deutschen Universitäten. Seit 2007 ist sie Professorin für Kunstwissenschaft mit dem Schwerpunkt Kunst der Gegenwart an der Hochschule für Bildende Künste Braunschweig. Von Februar 2008 bis Februar 2010 war sie Vizepräsidentin für Internationales der HBK und als solche an der Gründung eines Stipendiatenhauses für Studierende der HBK in Istanbul beteiligt (Atelier Galata, gemeinsam betrieben mit der Kunststiftung NRW und der Stadt Köln, gefördert von der Stiftung Niedersachsen und der Stiftung Braunschweigischer Kulturbesitz). Von 2008 bis 2013 war sie Direktorin des dortigen Instituts für Kunstwissenschaft. Von September 2013 bis August 2017 war sie Vizepräsidentin für Lehre, Studium und Professionalisierung der HBK Braunschweig. 2014 erhielt sie ein Senior Fellowship am Alfried Krupp Wissenschaftskolleg Greifswald.
Darüber hinaus ist Annette Tietenberg in den Feldern der Kunst-, Architektur- und Designkritik, der Denkmalpflege (Mitarbeit an denkmalpflegerischen Gutachten u. a. zum Berliner Olympiastadion) und des Kuratorischen tätig.

## Veröffentlichungen (Auswahl)

### Selbständige Schriften und Herausgeberschaften
- (Hrsg.): Muster im Transfer. Böhlau, Wien/Köln 2015.
- (Hrsg.): Die Ausstellungskopie. Mediales Konstrukt, materielle Rekonstruktion, historische Dekonstruktion? Böhlau, Wien/Köln 2015.
- mit Tristan Weddigen (Hrsg.): „Planetarische Perspektiven.“ (= Kritische Berichte. Zeitschrift für Kunst- und Kulturwissenschaften. Heft 03/2009).
- mit Petra Schmidt, Ralf Wollheim (Hrsg.): Patterns. Muster in Design, Kunst und Architektur/Patterns in Design, Art and Architecture. Birkhäuser, Basel 2005. 2. Auflage 2006.
- Konstruktionen des Weiblichen. Eva Hesse: ein Künstlerinnenmythos des 20. Jahrhunderts. Dissertation. Reimer, Berlin 2005.
- Tai-Jung Um. Skulpturen und Zeichnungen / Sculptures and Drawings. Hatje Cantz, Ostfildern-Ruit 2005.
- (Hrsg.): Das Kunstwerk als Geschichtsdokument. Festschrift für Hans-Ernst Mittig. Klinkhardt & Biermann, München 1999.
- (Mitautorin): Baudenkmale in Berlin, Bezirk Friedrichshain. Denkmaltopographie Bundesrepublik Deutschland. Hrsg. vom Landesdenkmalamt Berlin. Nicolai, Berlin 1996.
- (Mitherausgeberin): Integrale Kunstprojekte. Ausstellungskatalog. Neue Gesellschaft für Bildende Kunst, Berlin 1993.
- (Mitherausgeberin): Erhalten – Zerstören – Verändern? Denkmäler der DDR in Ost-Berlin. Ausstellungskatalog. Aktives Museum Faschismus und Widerstand in Berlin/Neue Gesellschaft für Bildende Kunst, Berlin 1990.

### Aufsätze in Anthologien und Ausstellungskatalogen
- „Von der Gussform zur Fotografie – und umgekehrt“. In: Bogomir Ecker, Raimund Kummer, Herbert Molderings (Hrsg.): Lens-based sculpture. Die Veränderung der Skulptur durch die Fotografie. Ausstellungskatalog. Akademie der Künste Berlin. Köln 2014, S. 126–143.
- „Die Signatur als Authentifizierungsstrategie in der Kunst und im Autorendesign“. In: Uta Daur (Hrsg.): Authentizität/Wiederholung: Künstlerische und kulturelle Manifestationen eines Paradoxes. Tagungsband. Bielefeld 2013, S. 19–34.
- „Design ≠ Art? Zum Ersten, zum Zweiten und … zum Dritten“. In: Annette Geiger, Michael Glasmeier (Hrsg.): Kunst und Design. Eine Affäre. Bremen 2012, S. 25–36.
- „Visite ma tente. Das Bildnis des Orientreisenden Jean-Baptiste Tavernier (1678) von Nicolas de Largillière“. In: Victoria von Flemming, Alma-Elisa Kittner (Hrsg.): Barock-modern? Salon, Köln 2010, S. 136–163.
- „Ruhe in der Bewegung – Der Schaukelstuhl als ästhetisches Konstrukt“. In: Rainer Schönhammer (Hrsg.): Körper, Dinge und Bewegung. Der Gleichgewichtssinn in materieller Kultur und Ästhetik. fakultas.wuv, Wien 2009, S. 155–164.
- „Die imaginäre documenta“. In: Michael Glasmeier, Katrin Stengel (Hrsg.): 50 Jahre documenta 1955–2005. Archive in Motion. Steidl, Göttingen 2005, S. 35–45.
- „Das uneingelöste Versprechen einer unmittelbaren Wahrnehmung oder Wie die Minimal Art in Verruf geriet“. In: Michael Hauskeller (Hrsg.): Kunst der Wahrnehmung. Beiträge zu einer Philosophie der sinnlichen Erkenntnis. Zug 2003, S. 362–379.
- „Alles, aber anders. Modelle von Rezeption und Partizipation bei Eva Hesse“. In: Eva Hesse. Ausstellungskatalog. Museum Wiesbaden. Wiesbaden 2002, S. 239–247.
- „Wiedersehen mit Alten Meistern. Zur Verwendung der Fotografie in der zeitgenössischen Kunst“. In: Heinz-B. Heller/Matthias Kraus, Thomas Meder (Hrsg.): Über Bilder sprechen. Positionen und Perspektiven der Medienwissenschaft. Schüren, Marburg 2000, S. 151–167.
- „Die Wohnsiedlung Grazer Damm auf dem Schöneberger Südgelände“. In: Jahrbuch des Landesarchivs Berlin. 1994, S. 207–230.

### Veröffentlichungen in Fachzeitschriften
- „Kreativ wohnen. Von der Vorbildfunktion der Interieurfotografie“. In: Fotogeschichte. Beiträge zur Geschichte und Ästhetik der Fotografie. 132/2014, S. 15–24.
- „Jenseits der guten Form. Kitsch for Connoisseurs“. In: form. The Making of Design. 234/2010, S. 26–33.
- „Hedonistic, transnational and multi-cultural: Patterns as a sign for a new economy of vision“. In: RES. 2/2008, S. 16–27.
- „‚Wir müssen versuchen, der Zeit voraus zu sein.‘ Max Hollein entwickelt ein neues Modell von Museums- und Machtkonzentration“. In: kritische berichte. 4/2005, S. 11–20.
- „Performance“. In: Kunsthistorische Arbeitsblätter. 9/02, S. 31–38.
- „Zum Umgang mit Fragen der Geschlechterdifferenz in der Kunstkritik“. In: kritische berichte. 3/1998, S. 62–65.

## Ausstellungen (Auswahl)
- 2013/14 „Das Muster, das verbindet“, Kunsthalle Lingen (Co-Kuratorin, mit Meike Behm)
- 2011 „Young-Jae Lee. Keramiken“, M 6, Braunschweig
- 2008 „Zero G. Der Artronaut Charles Wilp“ Ausstellungsraum der HBK Braunschweig (Co-Kuratorin, mit Ingrid Schmidt-Winkeler, Marie-Luise Heuser)
- 2005 „Tai Jung Um. Skulpturen und Zeichnungen“ Georg-Kolbe-Museum, Berlin
- 2001 „Frankfurter Kreuz. Transformationen des Alltäglichen in der zeitgenössischen Kunst“, Schirn Kunsthalle, Frankfurt am Main
- 2001 „Joan Jonas. Performance–Video–Installation“, Neue Gesellschaft für Bildende Kunst Berlin in Kooperation mit der Städtischen Galerie Stuttgart
- 1997 „Virtualität des Verschwindens. Vera Frenkel–Christin Lahr“, Neue Gesellschaft für Bildende Kunst Berlin (Co-Kuratorin)
- 1992 „37 Räume“ in der Berliner Auguststraße, kunstwerke e.V. (Gesamtkonzeption: Klaus Biesenbach)
- 1988 Thomas Mass, Hans-Jörg Wiegner Pollstudio, Berlin